# Iwan Tschernow
Iwan Tschernow (* 1920) war ein Offizier der Roten Armee in der Sowjetunion, der im Zweiten Weltkrieg eingesetzt war.

## Leben
Iwan Tschernow wuchs bei Cherson in der Ukraine auf. Als einer der besten Schulabgänger (Goldmedaille) und aktiver Komsomolze wurde er 1939 von der Offiziersschule für Infanterie in Odessa angenommen. Im Frühjahr 1941 wurde seine Offiziersschule nach Wolsk bei Saratow verlegt und am 15. Juni 1941 wurde er zum Leutnant befördert.
Zu Beginn des deutschen Überfalls auf die Sowjetunion am 22. Juli 1941 war er bei der 5. russischen Armee. Im August 1941 wurde er Chef des Stabes eines Schützenbataillons. Aufgrund einer schweren Kriegsverletzung bei Shitomir wurde er später in einem Verkehrssicherungsbataillon bei Belgorod eingesetzt. 
Mit der 1. Ukrainischen Front war er in der Schlacht um Berlin 1945 eingesetzt. Danach war er mit seiner Einheit an der Prager Operation beteiligt. 
Nach dem Zweiten Weltkrieg wurde Iwan Tschernow Kommandant in einem Stadtsektor in Wien (siehe Besetztes Nachkriegsösterreich#Besatzungssektoren in Wien). 
Im Jahr 1963 wurde Iwan Tschernow zum Brigadekommandeur einer Pionierbrigade in Tiraspol befördert. Als Oberst wurde er pensioniert.